# Аристофан
Аристофан (на старогръцки Ἀριστοφάνης) е древногръцки драматург, автор на комедии и един от най-ярките автори на политическа сатира, известен и като „Бащата на комедията“. Едни от най-знаменитите му произведения са Птиците и Облаците.

## Биография
Датите на раждането и смъртта на Аристофан не са известни с точност, но са определени приблизително по данни от неговите произведения и други източници. В древността се оспорва атинският произход на Аристофан, като според различни източници той е роден на Родос, в Егина и дори в Египет. В същото време запазени надписи казват, че той е бил пълноправен гражданин на Атина. Той е син на Филип и принадлежи на дема Кидатенайон. В по-късен, но вероятно достоверен източник, майка му е наречена Зенодора. Аристофан има поне двама синове – Филип и Арар – и двамата комически поети. Понякога се споменава и още един син, Никострат или Филетър, също комедиограф. Не се знае кое име е правилно и напълно възможно всъщност синовете му да са били четирима.
Аристофан е автор на поне 40 пиеси, 11 от които са запазени до днес. Това са единствените напълно запазени примери на старата атическа комедия, въпреки че са оцелели и значителни фрагменти от пиеси на Кратин и Евполид. Пиесите на Аристофан са писани за двата големи атински фестивала – Дионисии и Ленеи. Аристофан живее по времето на Пелопонеските войни и на политическите битки около и след тях. Много от пиесите му имат политически характер и често осмиват известни атиняни и тяхното поведение по време на войната и след това.
Първата от пиесите му, Пируващите, която не е достигнала до нас, е поставена през 427 г. пр.н.е. под чуждо име, когато Аристофан е нямал още 20 години. Пиесата му Облаците осмива Сократ, в когото той вижда опасен софист. Като цяло в първите си пиеси, писани преди Никиевия мир, Аристофан често осмива политика Клеон и настоява да се сключи мир със Спарта, за да се върнат селяните към земеделските си работи.

## Пиеси
Ахарнците (Acharnéis , 425 г. пр.н.р.) е най-ранната измежду запазените комедии на Аристофан. Поставена е по време на Пелопонеската война; чрез нея авторът се опитва да внуши на атиняните необходимостта да бъде сложен край на войната.
Комедията Конниците (Hippeís) е насочена срещу демагога Клеон и неговата политика; донася първа награда на Аристофан през 424 г. пр.н.е.
Облаците (Nephélai , 423 г. пр.н.е.) е най-известната, а според автора – и най-сполучливата му пиеса. Насочена е срещу упадъчното влияние на софистическото образование, представено (неоснователно) чрез образа на Сократ.
Осите (Sphékes , 422 г. пр.н.е.) е сатира срещу слабостта на атиняните да участват в съдебни процеси.
Мира (Eiréne , 421 г. пр.н.е.) подхваща разглежданата тема за мира и войната.
В Птиците (Orníthes , 414 г. пр.н.е.) са отразени настроението и надеждите, които атиняните възлагат на т.нар. Сицилианска експедиция.
В Лизистрата (Lysistráte, 411 г. пр.н.е.), след катастрофата в Сицилия е показан комичният заговор, който жените от цяла Елада организират, за да бъде сключен мирен договор.
В Женският празник (Thesmophoriázusai) жените решават да отмъстят на Еврипид заради пренебрежителното му отношение към тях.
Жабите (Bátrachoi , първа награда, 405 г. пр.н.е.) също е насочена срещу Еврипид, който е обвинен за настъпилия в трагическото изкуство упадък.
В Жените в Народното събрание (Ekklesiázusai, 391 г. пр.н.е) е разработена пародийно идеята за равенството между жените и мъжете.
Плутос (Plútos), поставена през 388 г. пр.н.е., е нов вариант на по-стара постановка. В нея е представено излекуването на бога на богатството от слепота, с което се слага край на несправедливото разделение на благата.
Последните две творби на Аристофан, които не са достигнали до нас, са били поставени от сина му Арарот. Едната от тях – „Еолозикон“ (Aiolosikón) е без хорови песни и парабаза, а другата – „Кокалос“ (Kóicalos) въвежда мотиви и похвати, характерни за новата атическа комедия.
Блестящ в реалистичния си диалог, Аристофан еднакво добре пародира всякакви стилове: на политическа реч, на съдопроизводството и свещенослужението, на епоса, трагедията и лириката. Сквернословието като естествена и дори необходима страна на първоначалния обред на плодородието е налице в старата атическа комедия, която има подчертано карнавален характер. Аристофан намалява ролята и мястото на хора в комедията.

## Лизистрата
Рисунки на Обри Биърдсли, вдъхновени от комедията на Аристофан (1896):
- Лизистрата
- Лизистрата защитава Акропола
- Проверка на вестителя
- Посланикът на Спарта
- Тоалетната на Лампито

### Оцелели до наши дни
- Ахарнците (425 г. пр.н.е.)
- Конници (424 г. пр.н.е.)
- Облаците (втора редакция, 423 г. пр.н.е.)
- Осите (422 г. пр.н.е.)
- Мира (първа редакция, 421 г. пр.н.е.)
- Птиците (414 г. пр.н.е.)
- Лизистрата (411 г. пр.н.е.)
- Женският празник (първа редакция, ок. 410 г. пр.н.е.)

- Жабите (405 г. пр.н.е.)
- Жените в Народното събрание (392 г. пр.н.е.)
- Плутос („Богатство“, втора редакция, 388 г. пр.н.е.)

### Датирани неоцелели пиеси
- Празнуващи (427 г. пр.н.е.)
- Вавилонци (426 г. пр.н.е.)
- Селяни (424 г. пр.н.е.)
- Търговски кораби (423 г. пр.н.е.)
- Облаци (първа редакция) (423 г. пр.н.е.)
- Вестител (422 г. пр.н.е.)
- Амфиар (414 г. пр.н.е.)
- Плутос („Богатство“, първа редакция, 408 г. пр.н.е.)
- Геритадес (вероятно 407 г. пр.н.е.)
- Кокалос (387 г. пр.н.е.)
- Еолозикон (втора редакция, 386 г. пр.н.е.)

### Недатирани неоцелели пиеси
- Еолозикон (първа редакция)
- Анагирос
- Кавгаджии
- Дедал
- Данаиди
- Дионис Корабокрушенец
- Кентавър
- Ниоба
- Герои
- Острови
- Лемнийски жени
- Старост
- Мир (втора версия)
- Финикийки
- Поезия
- Полиид
- Сезоните
- Щъркелите
- Телемесийци
- Трифалес
- Жени на празника Тесмофории (втора редакция)
- Палаткуващи жени

## Издания на български език
- Ахарняни или Война и мир. Превод от старогръцки език Александър Балабанов. София: Александър Паскалевъ, 1914 (1918, 1919), 62 стр.
- Женска управия. Превод от старогръцки език Александър Балабанов. София, 1914 (1917, 1919, 1925)
- Облаци. Превод Н. Соколов (Георги Бакалов). София, 1914 (1918, 1925)
- Облаци. Превод от старогръцки език Александър Балабанов. София, 1915 (1917, 1918, 1925, 1939)
- Облаци. Превод Р. Леваков. Шумен, 1915
- Жаби. Превод Ив. Шишков. Пловдив, 1917
- Женско народно събрание. Превод от старогръцки език Александър Балабанов. София: Хемус, 1929, 46 стр.
- Жените в Парламента. Превод Димитър Симидов. София: Игнатов, 1940, 70 стр.
- Облаци. Превод от старогръцки език Веселин Бешевлиев. София: Петър Иванов, 1947, 88 стр.
- Облаци. Превод от старогръцки език Александър Милев. София: Народна култура, 1962, 162 стр.
- Мира. Жените в Народното събрание. Плутос. Превод от старогръцки език Александър Ничев. В: Антични комедии, София: Народна култура, 1978
- Комедии. Превод от старогръцки език в стих Александър Ничев. София: Народна култура, 1985, 780 стр.